# Shkodran Mustafi
Shkodran Mustafi (ur. 17 kwietnia 1992 w Bad Hersfeld) – niemiecki piłkarz występujący na pozycji obrońcy w hiszpańskim klubie Levante oraz w reprezentacji Niemiec. Wychowanek Hamburgera SV, w swojej karierze grał także w takich zespołach jak Everton, Sampdoria, Valencia oraz Arsenal.

## Kariera klubowa
Mustafi urodził się w niemieckim Bad Hersfeld, pochodzi z albańskiej rodziny, której korzenie sięgały macedońskiego miasta Gostiwar. Swoją karierę piłkarską rozpoczął w juniorskim zespole 1. FC Bebra, skąd następnie trafił do SV Rotenburg. Wreszcie w 2006 roku podpisał kontrakt z Hamburgerem SV.
W maju 2009 roku Mustafi dołączył do angielskiego Evertonu, gdzie włączono go w szeregi piłkarskiej akademii. Z czasem przyznał, że " Na Goodison Park czuje się jak w domu", odrzucając w międzyczasie oferty ze strony Manchesteru City oraz Newcastle United. 16 grudnia 2009 roku Mustafi zadebiutował w barwach pierwszej drużyny, zmieniając Tony'ego Hibberta w 75. minucie przegranego 0:1 meczu Ligi Europy z BATE Borysów. W klubie spędził w sumie nieco ponad dwa lata i jedenastokrotnie zasiadał na ławce rezerwowych podczas meczów Premier League, debiutu się jednak nie doczekał.
W styczniu 2012 Mustafi przeniósł się do Włoch, do drugoligowej wówczas Sampdorii, która pozyskała go na zasadzie wolnego transferu. Później ówczesny menadżer angielskiego klubu, David Moyes, przyznał, że transfer ten był "próbą pozyskania funduszy na nowych zawodników". 26 maja 2012 roku Mustafi zadebiutował w barwach nowej drużyny, rozgrywając pełne 90 minut przegranego 1:3 spotkania z Varese. Po zakończeniu sezonu Sampdoria powróciła do Serie A. 11 listopada 2012 roku Mustafi rozegrał pierwsze spotkanie we włoskiej ekstraklasie, rozgrywając pełne 90 minut przegranego 0:2 meczu z US Palermo. 26 października 2013 roku zdobył pierwszego gola w barwach klubu, dając Sampdorii zwycięstwo podczas wygranego 1:0 spotkania z Atalantą.
7 sierpnia 2014 roku Mustafi podpisał pięcioletni kontrakt z hiszpańską Valencią, która wykupiła go z Sampdorii za nieujawnioną kwotę, którą szacowało się na 8 milionów euro. 25 września tego samego roku zadebiutował w barwach klubu podczas wygranego 3:0 meczu z Córdoba CF. Miesiąc później strzelił pierwszego gola dla Valencii, otwierając wynik wygranego 3:1 spotkania z Elche CF. W kolejnym meczu, 2 listopada, Mustafi zdobył dwie bramki, zapewniając swojemu zespołowi zwycięstwo 3:1 nad Villarrealem oraz awans na drugą pozycję w tabeli ligowej. 3 lutego 2016 roku Mustafi otrzymał czerwoną kartkę, a także sprokurował rzut karny podczas przegranego 0:7 meczu półfinałowego Pucharu Króla z Barceloną. Po spotkaniu oficjalnie przeprosił kibiców, a także prosił ich o wybaczenie.
30 sierpnia 2016 roku Mustafi został zawodnikiem angielskiego Arsenalu. W barwach klubu zadebiutował 10 września tego samego roku, wychodząc w podstawowym składzie na wygrany 2:1 mecz ligowy z Southampton.

## Kariera reprezentacyjna
Z uwagi na swoje pochodzenie, Mustafi uprawniony był do reprezentowania Albanii lub Niemiec, jednakże zdecydował się występować w barwach tego drugiego kraju. W 2009 roku wraz z reprezentacją Niemiec do lat 17 zdobył młodzieżowe Mistrzostwo Europy.
W lutym 2014 roku Mustafi został powołany przez Joachima Löwa do składu reprezentacji Niemiec na towarzyski mecz z Chile. Na debiut w seniorskiej kadrze czekał do 13 maja 2014 roku, gdy rozegrał pełne 90 minut towarzyskiego spotkania z Polską. Znalazł się w szerokiej kadrze na Mistrzostwa Świata 2014, nie znalazł się jednak w ostatecznym składzie. Po kilku dniach został dowołany na turniej w miejsce kontuzjowanego Marco Reusa. Na mistrzostwach wystąpił w pierwszym meczu Niemców z Portugalią, zmieniając w 73. minucie Matsa Hummelsa. Wystąpił także w drugim spotkaniu fazy grupowej z Ghaną, zastępując na początku drugiej połowy Jérôme'a Boatenga. W spotkaniu 1/8 finału z Algierią znalazł się w wyjściowym składzie, będąc wystawionym na prawej obronie, jednakże w 70. minucie musiał opuścić boisko z uwagi na kontuzję lewego uda. Później DFB potwierdziło, że Mustafi nie zagra już na turnieju z uwagi na naderwanie mięśnia. Dwa lata później został powołany na Mistrzostwa Europy 2016. W pierwszym meczu fazy grupowej z Ukrainą strzelił swojego pierwszego gola w barwach seniorskiej reprezentacji, zaś Niemcy wygrali 2:0.

## Statystyki kariery
(aktualne na dzień 16 marca 2020)
| Klub               | Sezon              | Liga               | Liga  | Liga   | Puchar kraju | Puchar kraju | Puchar ligi | Puchar ligi | Europa | Europa | Suma  | Suma   |
| Klub               | Sezon              | Liga               | Mecze | Bramki | Mecze        | Bramki       | Mecze       | Bramki      | Mecze  | Bramki | Mecze | Bramki |
| ------------------ | ------------------ | ------------------ | ----- | ------ | ------------ | ------------ | ----------- | ----------- | ------ | ------ | ----- | ------ |
| Everton            | 2009/10            | Premier League     | 0     | 0      | 0            | 0            | 0           | 0           | 1      | 0      | 1     | 0      |
| Everton            | 2010/11            | Premier League     | 0     | 0      | 0            | 0            | 0           | 0           | –      | –      | 0     | 0      |
| Everton            | 2011/12            | Premier League     | 0     | 0      | 0            | 0            | 0           | 0           | –      | –      | 0     | 0      |
| Everton            | Ogólnie            | Ogólnie            | 0     | 0      | 0            | 0            | 0           | 0           | 1      | 0      | 1     | 0      |
| UC Sampdoria       | 2011/12            | Serie B            | 1     | 0      | 0            | 0            | –           | –           | –      | –      | 1     | 0      |
| UC Sampdoria       | 2012/13            | Serie A            | 17    | 0      | 0            | 0            | –           | –           | –      | –      | 17    | 0      |
| UC Sampdoria       | 2013/14            | Serie A            | 33    | 1      | 2            | 0            | –           | –           | –      | –      | 35    | 1      |
| UC Sampdoria       | Ogólnie            | Ogólnie            | 51    | 1      | 2            | 0            | 0           | 0           | 0      | 0      | 53    | 1      |
| Valencia CF        | 2014/15            | Primera División   | 33    | 4      | 3            | 0            | –           | –           | –      | –      | 36    | 4      |
| Valencia CF        | 2015/16            | Primera División   | 30    | 2      | 4            | 0            | –           | –           | 10     | 0      | 44    | 2      |
| Valencia CF        | 2016/17            | Primera División   | 1     | 0      | 0            | 0            | –           | –           | –      | –      | 1     | 0      |
| Valencia CF        | Ogólnie            | Ogólnie            | 64    | 6      | 7            | 0            | 0           | 0           | 10     | 0      | 81    | 6      |
| Arsenal            | 2016/17            | Premier League     | 26    | 2      | 4            | 0            | 0           | 0           | 7      | 0      | 37    | 2      |
| Arsenal            | 2017/18            | Premier League     | 27    | 3      | 0            | 0            | 3           | 0           | 8      | 0      | 38    | 3      |
| Arsenal            | 2018/19            | Premier League     | 31    | 2      | 1            | 0            | 2           | 0           | 6      | 1      | 40    | 3      |
| Arsenal            | 2019/20            | Premier League     | 8     | 0      | 1            | 0            | 2           | 0           | 7      | 1      | 18    | 1      |
| Arsenal            | Ogólnie            | Ogólnie            | 92    | 7      | 6            | 0            | 7           | 0           | 28     | 1      | 133   | 9      |
| Ogólnie w karierze | Ogólnie w karierze | Ogólnie w karierze | 207   | 14     | 15           | 0            | 7           | 0           | 39     | 1      | 268   | 16     |

## Statystyki kariery reprezentacyjnej
(aktualne na dzień 16 marca 2020)
| Reprezentacja | Rok     | Występy | Gole |
| ------------- | ------- | ------- | ---- |
| Niemcy        | 2014    | 6       | 0    |
| Niemcy        | 2015    | 3       | 0    |
| Niemcy        | 2016    | 6       | 1    |
| Niemcy        | 2017    | 5       | 1    |
| Niemcy        | Ogólnie | 20      | 2    |

| 1. | 12 czerwca 2016 | Lille, Francja     | Ukraina    | 2:0 | 1:0 | Mistrzostwa Europy 2016               |
| 2. | 10 czerwca 2017 | Norymberga, Niemcy | San Marino | 7:0 | 5:0 | eliminacje do Mistrzostwa Świata 2018 |

## Sukcesy
Niemcy
- Mistrzostwo Świata: 2014
- Półfinał Mistrzostw Europy: 2016
- Puchar Konfederacji: 2017
- Mistrzostwo Europy U-17: 2009

## Odznaczenia
- Srebrny Liść Laurowy (2014)[29]